# كارلوس باريديس
كارلوس باريديس (بالبرتغالية: Carlos Paredes‏) هو عازف الغيتار الكلاسيكي وملحن وعازف قيثارة برتغالي، ولد في 16 فبراير 1925 في قلمرية في البرتغال، وتوفي في 23 يوليو 2004 في لشبونة في البرتغال بسبب قصور كلوي.

## وصلات خارجية
- كارلوس باريديس على موقع IMDb (الإنجليزية)
- كارلوس باريديس على موقع ميوزك برينز (الإنجليزية)
- كارلوس باريديس على موقع أول ميوزيك (الإنجليزية)
- كارلوس باريديس على موقع ديسكوغز (الإنجليزية)